# Epidendrum confertum
Epidendrum confertum är en orkidéart som beskrevs av Oakes Ames och Charles Schweinfurth. Epidendrum confertum ingår i släktet Epidendrum och familjen orkidéer. Inga underarter finns listade i Catalogue of Life.